# Agencia de Cooperación y de Información para el Comercio Internacional
La ACICI, Agencia de Cooperación y de Información para el Comercio Internacional, es una organización intergubernamental con sede en Ginebra, cuyo mandato es ayudar a los países menos favorecidos (PMF) a dirigir una diplomacia comercial más activa y a entender mejor los aspectos técnicos de las normas relacionadas con el comercio y los acuerdos de la OMC. La ACICI contribuye a mejorar la posición de estos países en el sistema multilateral de comercio, para promover una gestión económica adecuada y un crecimiento impulsado por el comercio que permita a los PMF beneficiarse del proceso de mundialización.
Los PMF no han tenido una participación activa en el sistema multilateral de comercio y se enfrentan a limitaciones estructurales e institucionales en cuanto a las cuestiones comerciales internacionales. La mayor parte de estos países tienen misiones pequeñas y no cuentan con los recursos humanos necesarios para seguir los trabajos de las organizaciones relacionadas con el comercio con sede en Ginebra. Algunos de ellos son tan pobres o tan pequeños que ni siquiera cuentan con una representación permanente en Ginebra. Por consiguiente, la ACICI pretende mejorar su participación y su voz en las negociaciones relacionadas con el comercio. Mediante la Unidad para los No Residentes, la ACICI brinda a los miembros y observadores de la OMC que no están presentes en Ginebra un flujo constante de información de interés sobre los acontecimientos en el ámbito del comercio y las negociaciones de Doha, y un apoyo logístico y de contenido. La Agencia organiza regularmente la Sesión de la ACICI en el marco de las Semanas en Ginebra de la OMC. 
Puesto que no existe un enfoque único aplicable a todo, el modelo personalizado de la ACICI para ayudar a los representantes de los PMF a entender mejor las normas del SMC ha sido su marca distintiva. Uno de los mejores ejemplos de las herramientas que la ACICI ha desarrollado para ayudar a los representantes de los PMF es el Glosario de los Términos Más Utilizados en el Comercio Internacional, en Particular en la OMC, cuya segunda edición está en proceso y se ha traducido a los tres idiomas oficiales de la OMC (inglés, francés y español) y también al portugués, el ruso y el macedonio. La estructura flexible de la Agencia le permite prestar servicios adaptados a las necesidades particulares de los PMF en términos de información y análisis sobre una amplia gama de cuestiones relacionadas con el comercio y el desarrollo en el contexto de la OMC. Ejemplos de este tipo de servicios son: la organización de talleres y Flash Meetings sobre temas de interés para los PMF (es decir, las salvaguardias, los servicios y las normas de la OMC), la publicación de notas informativas (por ejemplo, sobre la Ayuda para el Comercio y el Marco Integrado mejorado en favor de los PMA). Además, su Programa de Colaboración Oficial brinda una formación en el empleo a los funcionarios de los PMF. Los programas desarrollados recientemente por la ACICI sobre creación de capacidad han incluido cursos destinados a los delegados residentes en Ginebra sobre los servicios y la agricultura. La mayor parte de las actividades de la ACICI (y su sitio web) se presentan en los tres idiomas oficiales de la OMC. Por último, los PMF tienen un acceso ilimitado a los locales de la Unidad para los No Residentes. La ACICI es fruto de una iniciativa de las autoridades federales de Suiza para ayudar a los países en desarrollo de recursos limitados y las economías en transición a dirigir una diplomacia comercial más activa. Creada como asociación bajo el derecho privado suizo, la ACICI se transformó en organización intergubernamental en 2004 y, durante su primer ciclo presupuestario quinquenal, ha estado financiada por siete Miembros Donantes (Dinamarca, Finlandia, Irlanda, Países Bajos, Reino Unido, Suecia y Suiza). Actualmente, la ACICI cuenta con 59 Miembros Participantes y cuatro en proceso de adhesión. La ACICI ha estado sometida a dos evaluaciones externas por una consultoría de los Países Bajos, ECORYS, una en 2004 y, la más reciente, en 2007. Además, Burson-Marsteller realizó una “auditoría de percepción” en 2007.
La ACICI colabora desde hace años con otras organizaciones relacionadas con el comercio, en particular, la OMC, la UNCTAD, el CCI, la ONUDI, la OHRLLS y goza de condición de observador ante la Junta de Comercio y Desarrollo de la UNCTAD, el Comité Intergubernamental sobre Propiedad Intelectual y Recursos Genéticos, Conocimientos Tradicionales y Folclore, la Conferencia Anual sobre la OMC organizada por la Unión Interparlamentaria, y la Organisation Africaine de la Propriété Intellectuelle.
Muchos grupos de PMF han reconocido la asistencia brindada por la ACICI, en particular los países en desarrollo sin litoral y las economías pequeñas y vulnerables.